# サンドイッチの一覧
この項目は、サンドイッチの一覧（サンドイッチのいちらん）である。
サンドイッチは2枚またはそれ以上のスライスしたパンに具を挟んだ料理である。もしくは、1枚のスライスパンに具材を乗せたオープンサンドイッチもある。サンドイッチは使われる具材によって種類が様々である。サンドイッチの語源はイギリスの政治家ジョン・モンタギュー（第4代サンドウィッチ伯爵）だが、彼が発明したわけではない。

## 一覧表
| 名称                                             | 写真 | 発祥                                           | 備考 |
| ------------------------------------------------ | ---- | ---------------------------------------------- | --- |
| ベーコンサンドイッチ                             |      | イギリス料理                                   | しばしばケチャップまたはブラウンソースと一緒に食べられる。 |
| ベーコンと卵とチーズのサンドイッチ               |      | アメリカ料理                                   | 朝ごはんとして食べられる際は、たいてい目玉焼きまたはスクランブルエッグが使われる。 |
| ベイクドビーンサンドイッチ                       |      | アメリカ                                       | 缶入りのベイクドビーンズを白パン、黒パンにトッピングしたサンドイッチ。しばしバターを塗る。 |
| バインミー                                       |      | ベトナム料理                                   | 肉やサーディン、豆腐、パテなどをニンジンの酢漬けやコリアンダー、唐辛子などと一緒に、穴の多いバゲットにはさんだサンドイッチ。 |
| バーベキューサンドイッチ                         |      | アメリカ                                       | ぶつ切りにした（スライスしたり細かく刻む場合もある）プルドポークや鶏肉、牛肉をハンバーガー用バンズにはさんだもの。コールスローがトッピングとして用いられることもある。 |
| バロス・ジャーパ                                 |      | チリ料理                                       | ハムやチーズ（通常はファーマー・チーズ に似たmantecoso）のサンドイッチ。 |
| バロス・ルコ                                     |      | チリ                                           | 分厚く切って焼いた牛肉とチーズのサンドイッチ。 |
| バウルー                                         |      | ブラジル料理                                   | 溶かしたチーズとローストビーフ、トマト、キュウリのピクルスを、中を刳り貫いたロールパンに入れたもの。 |
| ビーフ・オン・ウェック                           |      | アメリカ料理                                   | ローストビーフをクーメルウェック・ロール（粗塩とキャラウェイを振って焼いたカイザーロール）に挟んだサンドイッチ。 |
| BLTサンドイッチ                                  |      | アメリカ                                       | ベーコン（B）・レタス（L）・トマト（T）を挟んだサンドイッチで、薄く切ってトーストしたパンにマヨネーズを塗ってから具材を挟むことが多い。 |
| ボローニャサンドイッチ                           |      | アメリカ                                       | 白いパンに薄く切られたボローニャソーセージ（焼かれることあり）を挟み、ケチャップやマスタードやマヨネーズなどをかけたサンドイッチ。 |
| ボスナ                                           |      | オーストリア                                   | 焼いた白パンにブラートヴルストと玉ねぎを挟み、トマトケチャップとマスタードとカレー粉で味付けしたもの。 |
| ブレックファストロール                           |      | イギリス、アイルランド                         | ソーセージやベーコン、ホワイトプディング(またはブラックプディング)、マッシュルーム、トマト、ハッシュドポテト、目玉焼きといった朝ごはんの料理を、ケチャップやブラウンソースで味付けしてパンにはさんだもの。 |
| ブレックファストサンドイッチ                     |      | アメリカ                                       | スクランブルエッグないしは目玉焼きと、チーズ、ブレックファストソーセージといった朝ごはんの料理を、ビスケットやイングリッシュマフィンにはさんだもの。 |
| イギリス国鉄サンドイッチ                         |      | イギリス                                       | イギリス国鉄で売られていたサンドイッチで、あまりにもまずかったため、イギリス国鉄が解体された現在では古びたサンドイッチを指す言葉として使われている。 |
| ブローチェ・クロケット                           |      | オランダ                                       | 煮込み料理を具にしたクロケットをマスタードで味付けし、カイザーロールにはさんだもの。 |
| バン・ケバブ                                     |      | パキスタン料理                                 | 揚げ焼きにしたスパイシーパティ、タマネギ、そしてチャツネまたはライタをハンバーガーまたはホットドッグバンに挟む。 |
| ブッターブロート                                 |      | ドイツ                                         | バターを塗ったパン。上に具材を載せオープンサンドイッチにしたものも、ブッターブロートと呼ばれることがある。 |
| セミタ                                           |      | メキシコ料理                                   | スライスしたアボカドと肉と白チーズと"salsa roja"と呼ばれる赤いソースをふわふわしたゴマ風味のバンズに挟んだサンドイッチ。プエブラが発祥の地とされている。 |
| チャカレロ                                       |      | チリ                                           | 薄くスライスしたチョリソーまたはロミトー（lomito）した豚肉と、トマトと緑色の豆と青唐辛子を丸いバンズに挟んだサンドイッチ。 |
| チーズサンドイッチ                               |      |                                                | 1種類または複数種類のチーズで作る。焼いたときはグリルドチーズサンドイッチと呼ぶ。 |
| チーズとピクルスのサンドイッチ                   |      | イギリス                                       | スライスしたチーズ（主にチェダーチーズ）とピクルスを2枚のパンの間に挟んだサンドイッチ。 |
| チーズステーキ                                   |      | アメリカ (ペンシルベニア州フィラデルフィア)    | 薄くスライスしたステーキと溶かしチーズをロングロールに挟む。フィラデルフィアまたはフィリーチーズステーキとしても知られる。 |
| チキンサンドイッチ                               |      |                                                | 鶏肉を挟んだサンドイッチで、鶏肉の調理方法は多岐にわたる。アメリカ合衆国においては焼いた鶏むね肉や、鶏むね肉のフライドチキンなどが使われる。 |
| チキンサラダサンドイッチ                         |      |                                                | 具にチキンサラダを入れたサンドイッチ。 |
| チキンシュニッツェル                             |      | オーストラリア、ニュージーランド、オーストリア | |
| ひよこ豆サラダサンドイッチ                       |      | アメリカ                                       | 潰したひよこ豆のサラダを用いたヴィーガン向けサンドイッチ。ツナが入る場合もある。 |
| チリバーガー                                     |      | アメリカ                                       | パテにチリコンカーンをトッピングしたハンバーガー。 |
| チップバティ                                     |      | イギリス                                       | 薄いパン（またはロールパン）にフライドポテトを挟んだサンドイッチ。味付けには主に塩や酢、またはトマトケチャップが用いられる。 |
| チップトビーフ                                   |      | 米軍料理                                       | チップトビーフ（圧縮成型した塩漬け干し肉の薄切り）をはさんだサンドイッチで、ホワイトソースとともにトーストにかける料理が一般的。 |
| チビート                                         |      | ウルグアイ                                     | フィレ・ミニョンとモッツァレラチーズとトマトとベーコンとオリーブ（グリーンまたはブラック）固ゆで卵（または目玉焼き）とハムを具材とし、マヨネーズで味付けしたサンドイッチ。 |
| チョリパン                                       |      | 南アメリカ、カリブ料理                         | 焼いてサルサ系調味料（例：ペブレ, サルサ・クリオージャ, チミチュリ）で味付けしたチョリソーを固い皮のパンにはさんだサンドイッチ。派生形としてチョリソーの代わりにブラックプディングやブラッドソーセージを用いたモルシパン（Morcipán）がある。 |
| チャーメン・サンドイッチ                         |      | アメリカ                                       | ハンバーガー用バンズにグレービーソースで味付けした炒麺を挟んだサンドイッチ。 |
| シュラスコ                                       |      | チリ                                           | 分厚く切ったステーキをトーストしたバンズに挟んだもの。肉以外の具材を用いた場合は「シュラスコ・○○」となる（例： churrasco palta = アボカドのシュラスコ）。 |
| アメリカンクラブハウスサンド                     |      | アメリカ                                       | 3枚重ねのサンドイッチであり、スライスしたチキン（またはターキー）とベーコンとトマトとレタスを挟んだもので、味付けにマヨネーズがよく用いられる。 |
| コンビーフサンドイッチ                           |      |                                                | コンビーフを具材としたサンドイッチの総称で、ピクルスやマスタードがトッピングとして用いられる。 |
| クリスプサンドイッチ                             |      | イギリスおよびアイルランド                     | 白パンにクリスプ（時にはピクルスも入れる）を挟んだサンドイッチ。 |
| クロックムッシュ                                 |      | フランス料理                                   | ハムとチーズ（一般的にはエメンタールチーズかグリュイエールチーズ）を入れて焼いたサンドイッチ。ベシャメルソースやモルネーソースを塗ることもある。 |
| クロックマダム                                   |      | フランス料理                                   | クロックムッシュと同じだが、上に目玉焼きを乗せる。 |
| キューバサンドイッチ                             |      | アメリカ(フロリダ州タンパ)、キューバ           | ハムとローストポークとスイスチーズときゅうりピクルスをキューバンブレッドに挟んでマスタードで味付けし、プランチャと呼ばれるサンドイッチプレスで焼いたサンドイッチ。一部地域ではジェノアサラミが用いられる場合がある。 |
| キュウリサンドイッチ                             |      | イギリス                                       | 耳を切って少しバターを塗ったホワイトブレッドに、皮を剥いて紙のように薄切りにしたキュウリを挟んだもの。 |
| クディギ                                         |      | イタリア                                       | 辛く味付けしたイタリアンソーセージをモッツァレラチーズとトマトと一緒に長くてかたいパンにはさんだサンドイッチ。ミシガン州のアッパー半島周辺に移住してきたイタリア系移民によってアメリカ合衆国に広まった。 |
| ダグウッドサンドイッチ                           |      | アメリカ                                       | 色々な肉や調味料を入れて何重にも重ねたサンドイッチで、漫画『ブロンディ』に登場するダグウッド・バムステッドにちなんで名づけられた。 |
| デリサンドイッチ                                 |      |                                                | デリカテッセンを挟んだサンドイッチで、様々な具材で構成される。 |
| デンバーサンドイッチ                             |      | アメリカ                                       | デンバーオムレツを挟んだサンドイッチ。 |
| ドネルケバブ                                     |      | トルコ料理                                     | |
| 驢肉火焼                                         |      | 中華料理                                       | 薄切りにして薬味をきかせたロバの肉を挟んだサンドイッチ。保定市や河間市などでは屋台料理として親しまれているほか、高級レストランで食べることもできる。 |
| ダブルス                                         |      | トリニダード・トバゴ                           | カレー味のヒヨコ豆を揚げパンにはさんだサンドイッチ。 |
| ダイナマイト                                     |      | アメリカ (ロードアイランド州ウーンソケット)    | ひき肉とトマトソース、玉ねぎとこしょうで味付けしたサンドイッチ。家族の会合や資金調達パーティーなどで大量にふるまわれることが多い。 |
| 獣医の夜食                                       |      | デンマーク                                     | 黒いライ麦パンにレバーペーストを塗り、牛肉の塩漬けやアスピックを乗せたオープンサンドイッチであり、トッピングとして生のたまねぎを輪切りにしたものやクレソンが用いられる。 |
| エルヴィスサンド                                 |      | アメリカ                                       | ピーナッツバターを塗って、バナナ、ベーコンを挟んだサンドイッチ。エルヴィス・プレスリーの大好物だったとされる。 |
| エッグサンドイッチ                               |      | 全世界                                         | 卵料理を挟んだサンドイッチの総称。固ゆで卵やタマゴサラダ(刻んだゆで卵とマヨネーズを混ぜたもの)が使われることが多いが、目玉焼きやスクランブルエッグが使われ、トッピングとしてカレス・キャビアが用いられることもある。また、派生型としてイングリッシュマフィンの上に卵と肉をのせ、オランデーズソースをかけたエッグ・ベネディクトが存在する。                        |
| フェアリーブレッド                               |      | オーストラリア、ニュージーランド               | バターを塗った白いパンにカラフルな砂糖粒をまぶしたもの。正方形や三角形に切られることが多い。 |
| ファラフェル                                     |      | 中東                                           | ヒヨコマメのコロッケをポケット状にしたピタパンに入れたものであり、生野菜やホットソース、タヒーニ系ソース、野菜のピクルスがトッピングとして用いられる。 |
| フィッシュブレッチェン                           |      | ドイツ                                         | 硬い皮のロールパンに、魚（最も一般的なのはビスマルク（酢漬けのニシン）やハーリング）とタマネギを挟んだサンドイッチ。 |
| フールズ・ゴールド・ローフ                       |      | アメリカ (コロラド州)                          | 中をくりぬいたパンに一瓶分のピーナッツバターとジャムを塗り、ベーコンを詰めて揚げたサンドイッチ。1976年にエルビス・プレスリーとその取り巻きたちがこのサンドイッチを食べにわざわざデンバーまで飛行機で来たという逸話がある。 |
| フラッファーナター                               |      | アメリカ                                       | ピーナッツバターとマシュマロクリームのサンドイッチ。 |
| フランセジーニャ                                 |      | ポルトガル料理                                 | 塩水でキュアリングしたハム、リングィーサ、生ソーセージ（チポラータ）、ステーキ、その他のロースト肉などをパンに挟み、メルトチーズをかけ、さらに熱くとろみのあるトマトとビールのソースをかけたもの。 |
| フランセジーニャポヴェイラ                       |      | ポルトガル                                     | |
| フレンチディップ                                 |      | アメリカ                                       | 薄切りのローストビーフをバゲットで挟み、ローストビーフの肉汁をディップソースとした温かいサンドイッチ。 |
| フライドブレインサンドイッチ                     |      | アメリカ                                       | 薄切りのパンに子牛の脳を挟んだサンドイッチ。 |
| フルーツサンドイッチ                             |      | 全世界                                         | 果物を挟んだサンドイッチの総称。アメリカ合衆国では、バナナやイチジク、パイナップルを挟み、マヨネーズで味付けをしたものが一般的である。 |
| フィテーラ                                       |      | マルタ                                         | マルタの伝統料理であるサンドイッチで、丸く切ったフィティーラパンにトマトペーストやツナ、ケッパー、赤玉ねぎを挟んだものである。 |
| ギャッツビー                                     |      | 南アフリカ料理                                 | ホーギーに似たデリタイプのサンドイッチで、フライドポテトが挟まれていることが多く、その他の具材としてマサラで味付けしたり炭火で焼いた肉（鶏肉など）やボローニャソーセージの一種であるポロニー、ウィンナーソーセージ、イカなどの魚介類などがある。 |
| ガーバーサンドイッチ                             |      | アメリカ (セントルイス)                        | 半分に切ったフォカッチャまたはフランスパンに、ガーリックバターを塗り、ハムやプロヴォローネ（またはプロヴェルチーズ）を載せて焼いたサンドイッチで、焼いた後にパプリカをかける。 |
| グアジョロータ                                   |      | メキシコ(メキシコシティ)                       | タマルを詰めたボリリョ。 |
| ギロピタ                                         |      | ギリシャ料理                                   | |
| ハーヘルスラーまたはフロッケン                   |      | オランダ                                       | チョコレートのスプリンクルまたはフレークをバターつきパンに挟む。 |
| ハムサンドイッチ                                 |      |                                                | チーズやサラダを添える。薬味としてはマスタードとマヨネーズとピクルスを添える。 |
| ハムチーズサンドイッチ                           |      |                                                | ハムとスライスチーズが使われている。追加されるのはレタスとトマトとマヨネーズなどがある。 |
| ハム＆チーズ&レタスのサンドイッチ                |      | 日本                                           | コンビニエンスストアの各店舗で販売されている。レタスは露地栽培やハウス栽培、植物工場で作られたものもある。 |
| ハムタマゴサンド                                 |      | 香港料理                                       | 薄切りにした缶ハムと炒り卵のシートをバンに挟む。 |
| ハンバーガー                                     |      | ドイツ(ハンブルク)                             | 牛ひき肉のパテを丸いパンにはさんだサンドイッチで、しばしば野菜やソースも一緒に挟まれ、牛ひき肉以外のレシピもある。 |
| ハムドッグ                                       |      | オーストラリア                                 | 揚げたビーフパティを入れたホットドッグで、チリコンカンやフライドポテトや目玉焼きを添える。 |
| ホースシューサンドイッチ                         |      | アメリカ (イリノイ州スプリングフィールド)      | 分厚く切って焼いたパンの上に肉を乗せ、さらにフレンチフライを乗せた後、チーズソースをかけたオープンサンドイッチ。肉はハンバーガーパティやハムが一般的だが、揚げた豚のテンダーロイン、焼いた（または揚げた）鳥の胸肉、魚のフライが使われる場合もある。 |
| ホットブラウン                                   |      | アメリカ (ケンタッキー州ルイビル)              | 1枚のパンの上にターキーやベーコンを載せ、 モルネーソースをかけてオーブンで焼いたもの。 |
| ホットチキンサンドイッチ                         |      | カナダケベック州                               | 大雑把にスライスしたチキンをスライスした2枚のパンではさみ、グレービーをかけたもの。 |
| ホットドッグ                                     |      | アメリカ                                       | 2つに切った楕円形のロールパンまたはバンズにフランクフルトソーセージをレリッシュや玉ねぎと一緒にはさみ、ケチャップやマスタードをかけたサンドイッチ。 |
| ホットターキー                                   |      | アメリカ                                       | ターキーのグレービー（肉汁）に浸した白パンの上にスライスしたターキーを載せたサンドイッチであり、付け合わせはマッシュポテトが多い。ホフブロー形式のレストランで提供されることがある。 |
| アイスクリームサンドイッチ                       |      | アメリカ                                       | 薄いチョコレートビスケット（クッキーやケーキ地の場合あり）にバニラアイスクリームを挟んだサンドイッチ。 |
| イタリアンビーフ                                 |      | アメリカ (イリノイ州シカゴ)                    | 薄くスライスした味付きローストビーフ をイタリアンロールパンにはさんだサンドイッチで、しばしば唐辛子のピクルスであるジャルディニェーラや、甘めのペペロンチーニが用いられる。 |
| イタリアーノ                                     |      | チリ                                           | サンドイッチのトッピングの組み合わせの一種であり、トマト・マヨネーズ・アボカドを添えてイタリア国旗に見立てる。 |
| ジャムサンドイッチ                               |      | イギリス料理                                   | バターを塗ったパンにジャム（伝統的なものはイチゴジャムを塗る）を塗ったサンドイッチ。普段は昼食や軽食、あるいは朝食やハイティーの時に食べられる。 |
| ジャンボン・ブール                               |      | フランス                                       | 別名パリジャン（"Parisien"）。バターを塗ったフランスパンにハムを挟んだもので、フランスでは最もポピュラーなサンドイッチである。 |
| ヒバリート                                       |      | アメリカ料理                                   | 肉、チーズ、レタス、トマトを、にんにく風味のマヨネーズで味付けし、平らにして炒めたプランテン（バナナの一種）で挟んだもの。 |
| ジューシールーシー                               |      | アメリカ (ミネソタ州ミネアポリス)              | チーズバーガーの変種で、ミートパティの中にチーズが入っている。 |
| カツサンド                                       |      | 日本                                           | トンカツを挟んだサンドイッチ。 |
| ココレッチ                                       |      |                                                | 羊や山羊の腸などのもつを調理したものを具にする。 |
| コッテンバター                                   |      | ドイツ                                         | 焼いた豚肉のソーセージ(Kottenwurst)や、オニオンリング、マスタードを、バターを塗ったブラウンブレッドの上に挟んだサンドイッチ。 |
| レバーケースゼンメル                             |      | ドイツバイエルン州                             | ひき肉と香辛料を混ぜて加熱したレバーケーゼを、カイザーロールで挟んだサンドイッチ。 |
| レタスサンドイッチ                               |      |                                                | レタスだけを挟んだサンドイッチ。また、レタスをバンズの代わりに用いたサンドイッチを示す場合もある。後者に似たものとしては、モスバーガーの「モスの菜摘」という製品がある。 |
| リンバーガーサンドイッチ                         |      |                                                | ライ麦パンとリンバーガーを使ったサンドイッチ。 |
| ロブスターロール                                 |      | アメリカ合衆国北東部                           | ロブスターを焼いたパンや加熱したホットドッグ用のバンズに挟んだサンドイッチ。日本のスポーツ紙・日刊スポーツによると、溶かしバターによる味付けは1929年にコネチカット州ミルフォード市にある店が始めたとされている一方、マヨネーズによる味付けはメイン州が発祥とされている。                                                                                          |
| ロックスサンドイッチ                             |      | アメリカ                                       | ベーグルに、ロックスとクリームチーズ、薄切りのタマネギとトマト、ケッパーを挟んだもの。 |
| ルーサー・バーガー                               |      | アメリカ                                       | バンズの代わりに、グレーズしたドーナツで作ったハンバーガーやチーズバーガー。 |
| マーマイト                                       |      | イギリス                                       | ビール酵母を原料とするマーマイトのスプレッドを用いたサンドイッチ。 |
| マルチーノ                                       |      | ベルギー料理                                   | ウスターソースをかけたタルタルステーキ、ピクルス、玉ねぎ、唐辛子、マルチ―ノソースを具材として用いたサンドイッチ。 |
| ミートボール                                     |      | アメリカ                                       | マリナーラソースで味付けしたミートボールと、溶けたパルメザンチーズを長めのパンにはさんだサンドイッチ。 |
| メディアノーチェ                                 |      | キューバ                                       | 甘みのあるパンに、ローストポーク、ハム、マスタード、スイス・チーズ、ディル・ピクルスを挟んだサンドイッチ。 |
| ミトライエット                                   |      | ベルギー                                       | フレンチフライと揚げた肉にソースをかけ、デミ・バゲットにはさんだもの。 |
| メルト・サンドイッチ                             |      | アメリカ                                       | 詰め物の上に、チーズを乗せてはさみ、チーズがとろけるまで焼いたり揚げたりしたサンドイッチの総称。 |
| メットブロッチェン                               |      | ドイツ                                         | スライスしたパンにメットを挟んだサンドイッチで、付け合せとして輪切りにしたりサイコロ状に切った生のたまねぎが用いられることが多い。 |
| モレテ                                           |      | スペイン、メキシコ                             | メキシコにおいては、とろけたチーズと豆に、サルサやハム、ベーコンなどを加えたサンドイッチをさす。 |
| モンタリト                                       |      | スペイン                                       | |
| モンテ・クリスト・サンドイッチ                   |      | アメリカ                                       | スライスしたハムとチーズ（エメンタールまたはグリュイエールチーズが多く使われる）をフレンチトーストにはさんだ上で、バターで焼いたサンドイッチ。一部地域では粉砂糖をまぶし、ゼリーやジャムを付けて出される。ニューイングランドでは、粒砂糖とフレンチマスタードで風味をつけて出される。                                                                              |
| モントリオール＝スタイル・スモークド・ミート     |      | カナダ料理                                     | 燻製にしたブリスケットにマスタードをかけたサンドイッチ。バンズにはたいていライ麦パンが使われる。 |
| モルタデッラ・サンドイッチ                       |      |                                                | イタリアの太いソーセージであるモルタデッラ（ボロニアソーセージ）を挟んだサンドイッチ。 |
| マザー・イン・ロウ                               |      | アメリカ                                       | ホットドッグのバンズにシカゴ風タマルをはさみ、チリをのせたサンドイッチ。 |
| マファレッタ                                     |      | アメリカ                                       | 肉やチーズ、オリーブのサラダを丸いパンにはさんだもので、ニューオーリンズにあるイタリア系アメリカ人のコミュニティが発祥地とされている。 |
| ナン・サンドイッチ                               |      | パキスタン料理                                 | ナンで牛肉を挟んだもの。 |
| オープン・フェイス・サンドイッチ                 |      | 北欧                                           | ピザなど、1枚のパンの上に具材を載せたサンドイッチ。 |
| パンバソ                                         |      | メキシコ料理                                   | 専用のパンにポテトやチョリソーを詰め、ワヒーヨソースをかけたサンドイッチ。 |
| パン・バニャ                                     |      | フランス料理                                   | 丸パン（またはチャバタ）にニース風サラダを挟んだサンドイッチ。 |
| パニーニ                                         |      | イタリア                                       | イタリアではpaninoは丸のままのパンで作られたサンドイッチを指す言葉で、イタリア人はスライスしたパンのサンドイッチはtramezzinoと呼んでいる。アメリカ合衆国とイギリスとカナダでは、paniniという言葉は長時間押して焼いたサンドイッチを指した"panini presses"を意味している。                                                                                          |
| パストラミ・オン・ライ                           |      | アメリカ                                       | ニューヨークのユダヤ式デリカテッセンを代表する料理。ライ麦パンにパストラミを挟み、スパイシーブラウン・マスタードをつける。 |
| パティメルト                                     |      | アメリカ                                       | ハンバーガーのパティ、炒めるか焼いた玉ねぎ、チェダーチーズ（またはスイスチーズ）を2枚のパンにはさんだサンドイッチ。 |
| ピーナッツバターとジェリーのサンドイッチ（PB&J） |      | アメリカ                                       | ピーナッツバターとジャム（ジェリー）を合わせたサンドイッチ。 |
| ペベテ                                           |      | アルゼンチン                                   | チーズや肉、トマト、マヨネーズを詰めた、アルゼンチンのサンドイッチ。狭義のペベテは、このサンドイッチに用いられる丸いバンズを示す。 |
| ピメントチーズ                                   |      | アメリカ合衆国南部                             | |
| ピストレ                                         |      | アメリカ料理                                   | |
| プレスカヴィツァ                                 |      | バルカン半島                                   | プレスカヴィツァはバルカン地方で一般的なハンバーグ料理であり、パンにプレスカヴィツァを挟んだサンドイッチ。 |
| ポーボーイ                                       |      | アメリカ                                       | クラストの固いパンにシーフードのフライやローストビーフを挟んだもの。 |
| ポリッシュボーイ                                 |      | アメリカ (オハイオ州クリーブランド)            | キルバサ（ポーランドのソーセージ）、フライドポテト、バーベキューソース（またはホットソース）、コールスローをバンズに挟んだもの。 |
| ポリライネン                                     |      | フィンランド                                   | 白パンに、半インチの厚いソーセージのほか、通常、レッドオニオンかスイートオニオンの角切り、ピクルスのスライス、ケチャップ、マスタード、時にはマヨネーズを挟んだサンドイッチ。 |
| ポークチョップバーガー                           |      | 中国(マカオ)                                   | 外側はとてもカリカリで内側はとてもソフトなバンズに新鮮にフライしたポークチョップを挟んでいる。マカオの人気料理。 |
| ポークテンダーロイン                             |      | アメリカ                                       | 豚ロース肉を薄く叩きのばしてパン粉揚げにしたカツをバンズに挟む。 |
| プラウンロール                                   |      | オーストラリア料理                             | エビのサンドイッチ。 |
| プリマンティ                                     |      | アメリカ (ペンシルベニア州ピッツバーグ)        | 肉やフライドポテト、コールスロー、トマトなどをイタリアンブレッドに挟んだサンドイッチ。 |
| プロスパリティ・サンドイッチ                     |      | アメリカ (セントルイス)                        | パンの上にハムや七面鳥の肉をのせ、とろけたチーズをかけたもの。ベーコンやトマトが具材に含まれる場合もある。別名：ホットブラウン。 |
| パッジーパイ                                     |      | アメリカ                                       | |
| プルドポーク                                     |      | アメリカ合衆国南部                             | 豚肉が容易にほぐれるようになるまで（ほぐす＝pull）低温でじっくり火を通したバーベキュー料理の一種。地域により、バーベキューソースと酢をかけたり、マヨネーズで和えたコールスローをトッピングしてからパンに挟む。 |
| ライスバーガー                                   |      | 日本                                           | バンズに米を使用したハンバーガー。 |
| ルーベンサンド                                   |      | アメリカ                                       | ライ麦パンにコンビーフ、ザワークラフト、スイスチーズをはさみ、ロシアンドレッシングやサウザンドアイランドドレッシングをトッピングしてグリルしたもの。 |
| ローストビーフ・サンドイッチ                     |      | 世界的                                         | ローストビーフを具材としたもの。地域によって多くのタイプがある。 |
| ロティ・ジョン                                   |      | マレーシア料理                                 | 基本材料は卵、刻みタマネギ、サンバル、塩コショウ。火が通りきらないオムレツにパンを被せて焼き上げる。缶詰のサーディンや鶏肉、牛肉、マトンを加えたものなど種類が多い。マヨネーズ、チリソース、チーズを添える。 |
| 肉夾モー                                         |      | 中国                                           | 煮た豚肉をモー（馍、白い蒸しパン）に包んだもので、中国式ハンバーガーとも呼ばれる。 |
| ランザ                                           |      | アメリカ                                       | 挽肉やキャベツをパン生地で包んでオーブンで焼いたもの。ロシアのピロシキを原型としている。ネブラスカ州の名物であり、ロシア系やドイツ系移民たちの間で人気を博した。 |
| セーラーサンドイッチ                             |      | アメリカ (バージニア州リッチモンド)            | 焼いたパストラミとクナックヴルスト（ソーセージの一種） に溶かしたスイスチーズとホットマスタードを合わせ、ライブレッドに挟んだサンドイッチ。 |
| サーモンバーガー                                 |      | アメリカ                                       | パティにサケを使用したハンバーガー。 |
| サンドウィッチローフ                             |      | アメリカ                                       | レイヤーケーキ風サンドイッチ。 |
| サンドイッチ・デ・ミガ                           |      | アルゼンチン                                   | |
| ソルトビーフベーグル                             |      | イギリス                                       | ベーグルパンに牛肉を挟んだサンドイッチで、イーストエンド・オブ・ロンドンにあるブリックレーンのベーグルベイクの人気商品として知られている。 |
| ソーセージサンドイッチ                           |      | イギリス、ドイツ                               | ソーセージを挟んだサンドイッチ。 |
| シャワルマ                                       |      | レバーント地方                                 | 平らなパンに牛肉やほうれん草、トマト、キュウリ、芝麻醤などを包んで焼いたサンドイッチ。 |
| シュコー                                         |      | グアテマラ                                     | |
| スライダー                                       |      | アメリカ                                       | 直径3センチほどのミニハンバーガー。 |
| スラッピー・ジョー                               |      | アメリカ                                       | 丸いバンズにひき肉（主に牛肉）とトマトソースをはさんだもの。 |
| ニュージャージー式スラッピー・ジョー             |      | アメリカ                                       | 七面鳥やハム、パストラミやコンビーフといった肉類とスイスチーズ、コールスローをロシア風ドレッシングで味付けしたものをライムギパンにはさんだもの。 |
| スモルゴストータ                                 |      | スウェーデン                                   | |
| スモーブロー                                     |      | デンマーク                                     | バターを塗った黒ライ麦パンに、コールドカットや肉や魚、チーズ、スプレッドを乗せた、オープンサンドイッチ。 |
| Sol over Gudhjem                                 |      | デンマーク                                     | オープンサンドイッチの一種で、燻製ニシンと卵黄を載せて食べる。 名前の由来は「グッイェムに昇る太陽」。 |
| スブラキ                                         |      | ギリシャ                                       | |
| スピーディー・サンドイッチ                       |      | アメリカ                                       | 味付き肉を串焼きにし、パンにはさんだサンドイッチ。肉には鶏肉や豚肉、羊肉、牛肉（または仔牛肉）、鹿肉などが用いられる。 |
| セントポール・サンドイッチ                       |      | セントルイス                                   | もやしやタマネギのみじん切りを入れた中華風オムレツ（芙蓉蛋）のほかディル・ピクルス、白タマネギ、レタス、トマトを具材とし、マヨネーズを塗った食パンで挟んだもの。 |
| ステーキボム                                     |      | アメリカ                                       | |
| ステーキバーガー                                 |      |                                                | ステーキを使ったハンバーガー風サンドイッチ。肉はカットステーキを乗せたり、あらびき肉をステーキの形状に成形したものを焼いて使う。構成はハンバーガに近いが、味付けはステーキ風にグレービーソースを良く用いる。ステーキに添えられるフライドオニオンやフライドポテトも一緒に挟まれる場合もある。                                                                      |
| ステーキサンドイッチ                             |      | アメリカ                                       | アメリカのダイナーなどで昔から定番のメニュー。カットやスライスされたグリルステーキと、グリルしたタマネギ、トマト、マッシュルーム等を割ったパンにはさんだもの。好みでチーズや酢漬けの青トウガラシを加えられグレービーソースなどで味付けされる。 |
| サブマリンサンドイッチ                           |      | アメリカ                                       | フランスパンまたはイタリアンロールで挟んだサンドイッチの総称で、具材は多岐にわたる。ファーストフードチェーン店・サブウェイはこのタイプのサンドイッチを主力商品としている。 |
| タバーンサンドイッチ                             |      | アメリカ                                       | 味付けしていない牛ひき肉とソテーした玉ねぎを混ぜたものを調理してバンズに挟んだサンドイッチで、ピクルスやケチャップ、マスタードがつくこともある。アイオワ州では一般的。 |
| ティーサンドイッチ                               |      | イギリス                                       | 耳を削ぎ、バターを少し塗ったパンに、クリームチーズ（またはマヨネーズとの混合物）、ラディッシュ、キュウリ、アスパラガスまたはクレソンを挟んだパン。ピメントチーズやマスタードのついたハム、スモークサーモン、果物ジャム、チキン風味のカレー、タマゴサラダが具材として用いられることもある。                                                                        |
| TLT (Tempeh, Lettuce, and Tomato)                |      | アメリカ                                       | ベーコンの代わりにテンペを用いたもので、ヴィーガン版BLTにあたる。 |
| トースト・サンドイッチ                           |      | イギリス                                       | 薄くスライスした2枚のトーストにバターを塗り、塩こしょうをふってはさんだもの。 |
| トースト・ハワイ                                 |      | ドイツ                                         | トーストの上に薄くスライスしたハム、パイナップル、チーズを乗せてオーブンで軽く焼き、最後にマラスキーノ・チェリーを乗せる。 |
| トースティー                                     |      |                                                | ホットサンドメーカーで焼いたトースト。 |
| 豆腐サンドイッチ                                 |      | アメリカ                                       | 肉の代わりに豆腐を挟んだサンドイッチ。 |
| トマトサンドイッチ                               |      | アメリカ                                       | |
| タントースト                                     |      |                                                | ソテーした牛タンとスクランブルエッグをパンの上に乗せたオープンサンドイッチ。 |
| トルタ（Torta）                                  |      | メキシコ                                       | ボリヨ等のパンにマヨネーズかリフライド・ビーンズを塗り、スライスした肉やチーズ、野菜（トマトや玉ねぎ、アボカドが多い）、ハラペーニョやチポトレのピクルスをはさんだもの。はさむ代わりにまかれたり、挟んだまま両面を溶かしたバターで焼かれることもある。 |
| トルタ・アオガーダ                               |      | グアダラハラ (メキシコ)                        | ボリヨに似たビロテというパンに、肉やインゲンマメ、チーズなどを挟んだサンドイッチ。パンは辛いトマトやアルボルで作られたソースに浸して食べられることが多く、トッピングにはスライスした玉ねぎのピクルスが用いられる。 |
| トラメッツィーノ                                 |      | イタリア                                       | 耳を削いで三角に切った白いパンに、ツナやオリーブ、プロシュートなどを挟んだサンドイッチ。バーでよく出される。 |
| トリプレッタ                                     |      | プエルトリコ                                   | 牛肉（シュラスコまたはサイコロステーキ）や豚肉（en:pernil）などの肉類三枚を具材としたサンドイッチ。変種が多数存在しており、トッピングには揚げたジャガイモや、薄くスライスしたキャベツやレタス、玉ねぎ、トマト、きゅうりピクルス、スイスチーズなどがあり、調味料もマスタードやケチャップ、マヨネーズなどのほかに、作り手によって異なる「秘伝のソース」も存在する。 |
| ツナサンドイッチ                                 |      | アメリカ                                       | ツナサラダを具材としたサンドイッチ。変種としてツナボートやツナメルトがある。 |
| ワダ・パーヴ                                     |      | インド料理                                     | ヒヨコマメの粉末を衣にして揚げたジャガイモを具材としたサンドイッチ。 |
| ベジマイト                                       |      | オーストラリア料理                             | ビール酵母を原料とするスプレッド・ベジマイトをパンに塗り、野菜やスパイスなどを一緒に挟んだもの。ベジマイトはサンドイッチ以外にもトーストやクランペット、クラッカー、菓子の詰め物として用いられることがある。 |
| 野菜サンドイッチ                                 |      |                                                | 野菜を具材として用いたサンドイッチの総称。 |
| ウェルシュ・レアビット                           |      | イギリス料理                                   | 熱くとろけたチーズソースを、薄くスライスしたトースト（スライスせずに小さく切って焼く場合あり）に乗せた料理であり、チーズトーストと呼ばれることもある。熱したチーズソースがトーストとは別の器に入った状態で提供される場合あり。 |
| ラップ                                           |      |                                                | フラットブレッド(マタハトルティーヤ)で具材をしっかり巻いて底を折りたたんだサンドイッチで、具材はさまざまである。 |
| ブラートヴルスト (ソーセージブレッド)            |      | ドイツ料理                                     | 薄くスライスしたランチミートやソーセージを具材としたサンドイッチで、ドイツでは一般的である。また、バターを塗っておく場合もある。 |
| 焼きそばパン                                     |      | 日本                                           | コッペパンに、焼きそばを挟んだもの。きゅうりの漬物、紅ショウガやマヨネーズがトッピングされていることもある。 |
| ザピエカンカ                                     |      | ポーランド                                     | 半分にしたバゲットなどのパンにマッシュルームやチーズ、ハムなどの肉類、野菜を乗せたもの。 |